# Malacarne (film 1946)
Malacarne è un film del 1946 diretto da Pino Mercanti e Giuseppe Zucca.
È conosciuto anche con il titolo Turi della tonnara.

## Trama
Storia d'amore tra Turi, un inquieto tonnarolo soprannominato Malacarne, e la sua ragazza, Mariastella.

## Produzione
Il film è ascrivibile al filone cinematografico dei melodrammi sentimentali, comunemente detto strappalacrime, allora molto in voga tra il pubblico italiano, poi ribattezzato dalla critica con il termine neorealismo d'appendice.
Realizzato dalla O.F.S. (Organizzazione Filmistica Siciliana) di Palermo, fu girato nella tonnara di Castellammare del Golfo, con appendici nella tonnara di Scopello  e in quella di San Vito Lo Capo.

## Distribuzione
Il film venne distribuito nel circuito cinematografico italiano il 12 dicembre del 1946.
In seguito venne distribuito anche in Francia, a partire dal 15 settembre del 1948, con il titolo Touri - Outrage à l'amour.
Il film arrivò anche negli Stati Uniti, dove fu editato con il titolo For the Love of Mariastella